# Antonia Moreno Leyva

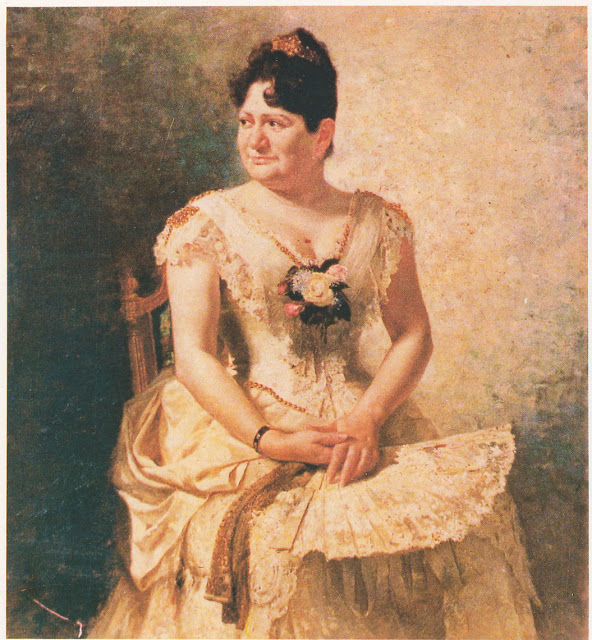
Antonia Moreno

Antonia Moreno Leyva (1848-1916) là đệ nhất phu nhân của Peru từ năm 1886-1890, vợ của tổng thống Andrés Avelino Cáceres.
Trước khi trở thành tổng thống, người phối ngẫu của cô đã tham gia Chiến tranh Thái Bình Dương 1879-1883. Cô đi cùng anh trong chiến dịch Breña năm 1881. Trong thời gian không có bạn đời, cô đã tích cực tham gia chiến tranh và chỉ huy các tiểu đoàn. Cô là người phụ nữ duy nhất được chôn cất tại Cripta de los Héroes del Concreteerio Presbítero Maestro, một nghĩa trang dành cho các anh hùng chiến tranh, sau khi được đặc cách.